# Renato Meduri
Renato Meduri (Siderno, 4 aprile 1937) è un politico e giornalista italiano, attualmente in pensione dopo esser stato funzionario di direzione del Banco di Napoli.

## La carriera politica
Renato Meduri iniziò la sua carriera politica nel Consiglio comunale di Reggio Calabria nelle file del Movimento Sociale Italiano negli anni appena precedenti alla rivolta di Reggio. Si dimise dal Consiglio durante i fatti di Reggio per protestare per l'assegnazione del capoluogo a Catanzaro. Fu uno dei protagonisti della rivolta ed ebbe notevoli riconoscimenti politici che lo portarono a superare tutte le elezioni nelle quali si cimentò.
Venne eletto nel Consiglio regionale della Calabria sempre nelle file del MSI. Dopo la morte del senatore Ciccio Franco, ereditandone in parte il bacino elettorale, si candidò nel 1992 al Senato e venne eletto. Nel 1994, nel 1996 e nel 2001 viene rieletto senatore per Alleanza Nazionale. È stato membro della 8ª Commissione permanente (lavori pubblici, comunicazioni), membro della delegazione italiana presso l'Assemblea Consiglio d'Europa, membro delegazione italiana presso l'Assemblea dell'UEO.
Il 16 novembre 2005 è, con Domenico Fisichella, l'unico senatore di Alleanza Nazionale ad opporsi all'approvazione definitiva del disegno di legge costituzionale concernente "Modifiche alla Parte II della Costituzione" (noto come devolution più premierato) perché, a suo dire, penalizzante per le Regioni meridionali. Alle elezioni politiche del 2006, in base a logiche interne ad Alleanza Nazionale, non ottiene la ricandidatura né al Senato della Repubblica né alla Camera dei deputati entrando in polemica con diversi dirigenti dello stesso partito.

## Altre attività
Tra i fondatori dell'Ordine dei Giornalisti della Calabria, al termine del suo ultimo mandato da senatore ha ripreso l'attività giornalistica, sua antica passione.